# Bryan Villalobos
Pour les articles homonymes, voir Villalobos.
Bryan Villalobos Azofeifa, né le 2 avril 1992, est un coureur cycliste costaricien.

## Biographie
En 2016, il rejoint la nouvelle équipe Coopenae Extralum, la première équipe continentale costaricienne.
Le 17 février 2016, comme trois autres de ses coéquipiers, il est suspendu provisoirement par l'UCI. Il est contrôlé positif à l'ostarine (un stéroïde qui augmente la masse musculaire et est interdit par l'AMA) sur le Tour du Costa Rica 2015,.

## Palmarès
- 2013
  - 3e du Tour du Costa Rica
- 2015
  -  Champion du Costa Rica sur route

## Classements mondiaux
| Année            | 2014 | 2015 |
| ---------------- | ---- | ---- |
| UCI America Tour | 117e | 60e  |